# Jefferson (ur. 1970)
Jefferson, właśc. Jefferson Vieira da Silva (ur. 25 sierpnia 1970 w Londrinie) – piłkarz brazylijski, występujący podczas kariery na pozycji lewego obrońcy.

## Kariera klubowa
Jefferson karierę piłkarską rozpoczął w klubie Botafogo Ribeirão Preto w 1988. W latach 1991–1992 był zawodnikiem Botafogo FR. W Botafogo 3 lutego 1991 w wygranym 2-0 meczu z Náutico Recife Jefferson zadebiutował w lidze brazylijskiej. W latach 1992–1993 występował w SE Palmeiras. Z Palmeiras zdobył mistrzostwo Brazylii w 1993 oraz mistrzostwo stanu São Paulo – Campeonato Paulista w 1993. W latach 1993–1994 występował w Paragwaju w Cerro Porteño. Z Cerro Porteño zdobył mistrzostwo Paragwaju w 1994.
W 1994 powrócił do Brazylii i został ponownie zawodnikiem Botafogo. W 1995 był zawodnikiem CR Vasco da Gama, po czym po raz kolejny wrócił do Botafogo. Z Botafogo zdobył mistrzostwo stanu Rio de Janeiro – Campeonato Carioca w 1997. W 1998 występował w Sporcie Recife, a w latach 1999–2001 w EC Bahia. Z Bahią dwukrotnie zdobył mistrzostwo stanu Bahia – Campeonato Baiano w 1999 i 2001. W Bahii 7 listopada 2001 przegranym 3-6 meczu z Athletico Paranaense Jefferson po raz ostatni wystąpił w lidze. Ogółem w latach 1991–2001 w lidze brazylijskiej wystąpił w 144 meczach, w których strzelił 7 bramek. Później występował jeszcze w Clube Atlético Mineiro i Juventusie São Paulo.

## Kariera reprezentacyjna
Jedyny raz w reprezentacji Brazylii Jefferson wystąpił 29 marca 1995 w wygranym 1-0 towarzyskim meczu z reprezentacją Hondurasu.